# Élections municipales de 2026 à Orléans
Pour des articles plus généraux, voir Élections municipales françaises de 2026 et Élections municipales de 2026 dans le Loiret.
Les élections municipales de 2026 à Orléans auront lieu en mars 2026. Elles visent au renouvellement du conseil municipal et du conseil métropolitain d'Orléans Métropole.

## Modalités du scrutin

### Dates
Ces élections se tiendront en mars 2026, les dates précises seront annoncées par décret au moins 3 mois avant le scrutin.

### Mode de scrutin
L'élection des conseillers municipaux et métropolitains se déroule selon un scrutin de liste à deux tours avec prime majoritaire : les candidats se présentent en listes complètes avec la possibilité de deux candidats supplémentaires. Lors du vote, on ne peut faire ni adjonction, ni suppression, ni modification de l'ordre de présentation des listes. Chaque bulletin de vote comporte deux listes : une liste de candidats aux seules élections municipales et une liste de ceux également candidats au conseil métropolitain.
Le nombre de sièges à pourvoir au conseil municipal d'Orléans correspond à celui des communes dont la population est comprise entre 100 000 et 150 000 habitants, soit 55 sièges. Les conseillers municipaux sont élus au suffrage universel direct pour une durée de mandat de six ans. L'élection se termine au premier tour en cas de majorité absolue. Le cas échéant, un second tour a lieu. Les listes qui ont obtenu au moins 10 % des suffrages exprimés au premier tour peuvent se présenter au second. Les candidats des listes qui ont obtenu plus de 5 % des suffrages exprimés au premier tour peuvent rejoindre une autre liste.
La liste ayant obtenu le plus de voix se voit attribuer la moitié des sièges, arrondie à l'entier supérieur si nécessaire. Ainsi, la liste majoritaire obtiens automatiquement 28 sièges. Les 27 sièges restants sont attribués à la représentation proportionnelle à la plus forte moyenne aux listes ayant obtenu au moins 5 % des suffrages exprimés au second tour (ou au premier tour en cas de tour unique).

## Contexte

### Scrutin précédent
Les élections municipales de 2020 ont été marquées par une abstention massive en raison de la pandémie de Covid-19, la participation lors du 1er tour s'étant effondrée de 54 % en 2014 à 36 % en 2020.
Sur le plan local, la liste conduite par le républicain Serge Grouard, ancien maire de la ville victorieux lors des élections de 2014, parvient à se maintenir en tête bien que perdant 5 sièges. 
La liste écologiste, menée par Jean-Philippe Grand, rallié au 2d tour par la liste du Parti socialiste, du Parti communiste, et du Parti radical de gauche, forme la première force d'opposition avec 9 élus, soit 1 de plus que l'ensemble de la gauche durant la mandature précédente.
La liste centriste La République en Marche - MoDem - Agir, menée par le maire sortant Olivier Carré, parvient se maintenir au conseil municipal en y envoyant 7 élus.
Enfin, le Rassemblement national ne parvient pas à conserver ses 3 sièges, la liste n'ayant pas atteint les 10 % au 1er tour et n'ayant pas fusionné avec une autre liste pour le 2d.

### Contexte politique local
En préparation aux élections municipales, divers partis de gauche (La France insoumise, le Parti socialiste, Génération.s et le Parti communiste français) se réunissent en novembre 2024 en vue d'une candidature commune. Ils forment le collectif Maintenant Orléans !.
La France insoumise décide finalement de quitter l'initiative en mars 2025 en raison d'un désaccord sur la tête de liste : ils ne souhaitent pas qu'un membre du Parti socialiste représente une liste commune car, selon Manon Isaac et Valentin Pelé, « il paraît impensable que cette liste issue du Nouveau Front populaire soit incarnée par une tête de liste issue de la formation politique ayant rompu les engagements du NFP. Le Parti socialiste en ne votant pas la censure sur le budget pour maintenir le gouvernement Bayrou, a mis à mal sa crédibilité pour incarner une véritable alternative ».

## Candidatures déclarées
Le 22 avril 2025, Tiffanie Rabault, candidate malheureuse des législatives de 2024 dans la 1re circonscription, est désignée par le Rassemblement national pour conduire une liste lors des municipales à venir avec l'aide d'Anthony Zeller, délégué départemental du parti.

## Sondages
Tout sondage d'opinion est affecté par une marge d'erreur.
Une couleur arbitraire est associée à chaque institut de sondage ; ces couleurs sont une aide visuelle et ne correspondent pas à une tendance politique.

## Résultats
|                          |                  |       |              |              |             |             |        |        |  |
| Tête de liste            | Tête de liste    | Liste | Premier tour | Premier tour | Second tour | Second tour | Sièges | Sièges |  |
| Tête de liste            | Tête de liste    | Liste | Voix         | %            | Voix        | %           | CM     | CC     |  |
|                          | Tiffanie Rabault | RN    |              |              |             |             |        |        |  |
|                          |                  |       |              |              |             |             |        |        |  |
|                          |                  |       |              |              |             |             |        |        |  |
|                          |                  |       |              |              |             |             |        |        |  |
|                          |                  |       |              |              |             |             |        |        |  |
| Votes valides            |                  |       |              |              |             |             |        |        |  |
| Votes blancs             |                  |       |              |              |             |             |        |        |  |
| Votes nuls               |                  |       |              |              |             |             |        |        |  |
| Total                    | Total            | Total |              | 100          |             | 100         | 55     | 33     |  |
| Abstention               |                  |       |              |              |             |             |        |        |  |
| Inscrits / participation |                  |       |              |              |             |             |        |        |  |